# Elina Ryd
Ida Elina Therese Eva Midvinter Ryd, född 13 januari 1983, är en svensk sångerska och  kompositör.
Elina Ryd är syster till sångerskan Elize Ryd och har två barn med Matti Ollikainen, frontman i Franska trion. 

## Utmärkelser
- Anders Sandrews Stipendiet i Jazzsång, 2011[2]

- Stim Musikskapare Stipendium, 2019

## Diskografi
Solo
- 2006 – Dröm
- 2008 – This Was the Only Way[3]
- 2017 – Falla[4]

Annat
- 2010 – Midnattsorkestern (med Midnattsorkestern)
- 2013 – Blue Naná (med Blue Naná)
- 2014 – Över stadens tak (med Midnattsorkestern)
- 2016 – Secnec (Secnec/Elina Ryd och Matti Ollikainen)